# Гурьев, Семён Емельянович
Семён Емелья́нович Гу́рьев (10 (21) сентября 1766 — 11 (23) декабря 1813) — русский математик и механик, профессор, академик Петербургской Академии наук с 1798 года, член Российской академии с 1800 года.
Выпущен из АИШКК (Артиллерийский и инженерный шляхетский кадетский корпус) в 1784 году штык-юнкером в корпусные офицеры. Изучал в Англии гидравлику (1792), затем преподавал математику, артиллерию и навигацию в различных учебных заведениях Петербурга. С 1798 года — профессор математики Училища корабельной архитектуры (с 1 июля 2012 года — ФГОУ Военный институт (Военно-морской политехнический) ФГКВОУ ВПО „Военный учебно-научный центр ВМФ «Военно-морская академия им Н. Г. Кузнецова“»). В 1813 году преподавал в Институте Корпуса инженеров путей сообщения.
Автор трудов по геометрии, математическому анализу, механике. Пытался доказать пятый постулат Евклида. Активно занимался разработками по теории равновесия сводов. Перевёл и написал сам несколько учебных пособий, использовавшихся в России на протяжении XIX века («Навигационные, или мореходные исследования Безу»,1790; «Дифференциальное и интегральное исчисления» Кузеня ,1801 и др.)
. Много внимания уделял методике и методологии математики. Организовал издание первого научного журнала Академии на русском языке («Умозрительные исследования», 1809—1819, всего вышло пять томов).

## Ученики
- Профессор, академик Петербургской Академии наук В. И. Висковатов.
- Рахманов Пётр Александрович, известный математик и теоретик артиллерии начала XIX века[3].
- Ильинский, Алексей Никанорович, преподаватель горного дела

## Труды
- Опыт об усовершенствовании элементов геометрии, составляющий первую книгу математических трудов академика Гурьева (1798)
- «Основания геометрии» (1804—1807) / С. Е. Гурьев; составленные по системе Императорской С.-Петербургской Академии Наук; [авт. предисл. Алексей Ильинский]. — С. -Петербург: В типографии Александра Смирдина, 1825. — 271 с.
- Морского  учебного  курса  часть  первая,  содержащая основания геометрии. — СПб., 1804
- «Наука исчисления» (основания арифметики, 1805)
- «Основания трансцендентной геометрии кривых поверхностей» (1806, 2 изд. 1811)
- «Главные основания динамики» (в «Умозрительных исследованиях» акад. наук, 1808)
- «Рассуждение о математике и её отраслях» (1809)
- Основания дифференциального исчисления с приложением оного к аналитике / Соч. Семена Гурьева. — СПб.: при Имп. АН, 1811. — VIII, 502 с., 2 л. ил.
- «Основания механики» (1815)